# Hispania

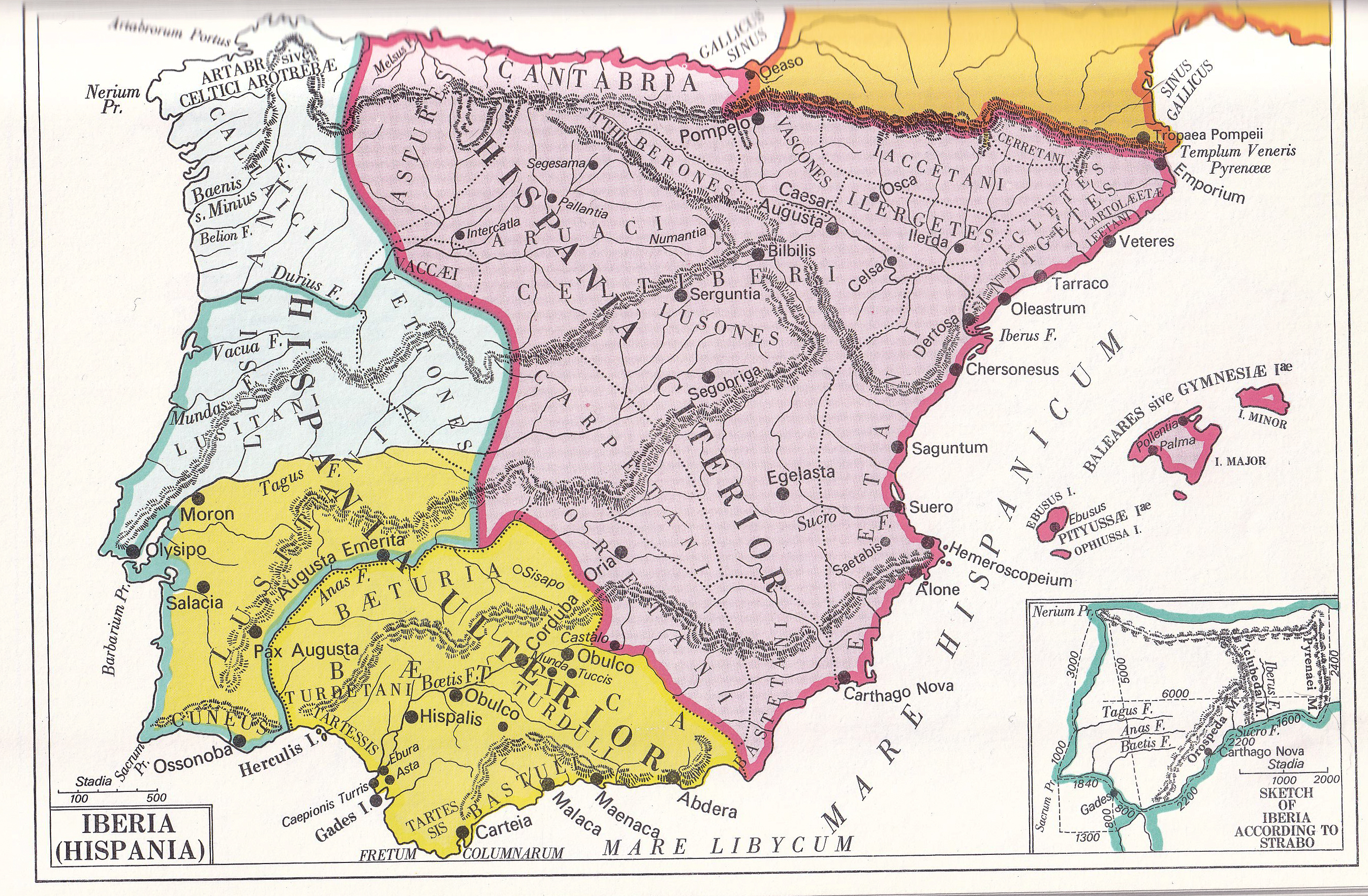
Hispania Sztrabón szerint az időszámítás kezdete körül

Hispania volt az a név, melyen a rómaiak ismerték a teljes Ibériai-félszigetet (a mai Portugália, Spanyolország, Andorra és Gibraltár területét). A Római Köztársaság idején Hispaniát két provinciára osztották: Hispania Citeriorra és Hispania Ulteriorra. A principatus idején Hispania Ulteriort két kisebb provinciára osztották, Baeticára és Lusitaniára, Hispania Citeriort pedig átnevezték Hispania Tarraconensisre. Ezután Hispania Tarraconensis nyugati részét leválasztották, ez a terület először a Hispania Nova, később a Callaecia (vagy Gallaecia) nevet kapta; innen származik a mai Galicia neve. Diocletianus tetrarchiájától (i. sz. 284) kezdődően Tarraconensis déli részéből formálódott Carthaginiensis, és valószínűleg ugyanebben az időben a Baleár-szigetekből és a többi provinciából megalakult egy provinciacsoport (dioecesis) a hispaniai vicarius irányítása alatt.

## A név eredete

A római Hispania városai 125-ben

A Hispania név latin, az Iberia pedig görög. A fennmaradt római írások mind a Hispaniát használják (elsőként i. e. 200 körülről maradt fenn említése Quintus Ennius költőnél), a görög írások pedig mind az Iberia nevet.
A Hispania név eredete vitatott, a bizonyítékok csak hasonlóságokon alapulnak. Egy elmélet pun eredetűnek tartja; lehetséges, hogy a „sziget” jelentésű i és a S-P-N sémi gyökből eredő sfanim szavakból ered, így jelentése: a szirtiborzok szigete. Eric Partridge etimológus nyelvész elmélete szerint ibériai eredetű név, és megtalálható Sevilla római hódítás előtti nevében (Hispalis), ami arra utal, az országnak volt egy ősi neve, egy ibériai vagy kelta eredetű, bár jelentése mára elveszett. Az is lehetséges, hogy a görög Héliopolisz (A Nap városa) névből ered.
A név eredhet a héber אי - שפניא (i-shfania)-ból is, aminek a jelentése föníciai-, héber-, moábi- és pun nyelven egyaránt: A szirti borzok szigete, A mezei nyúl szigete, illetve Az üregi nyúl szigete.  
A szirti borz soha nem élt az Ibériai-félszigeten. A tévedést föníciaiak okozták, akik rengeteg üregi nyulat láttak a félszigeten, amiket szirti borznak hittek.
Az ibériai vagy hispaniai helyett spanyolt mondani anakronizmus és helytelen, mivel nemcsak a mai Spanyolországot, hanem az egész félszigetet magában foglalta az ókorban ezekkel a szavakkal jelzett terület.

## Korai története

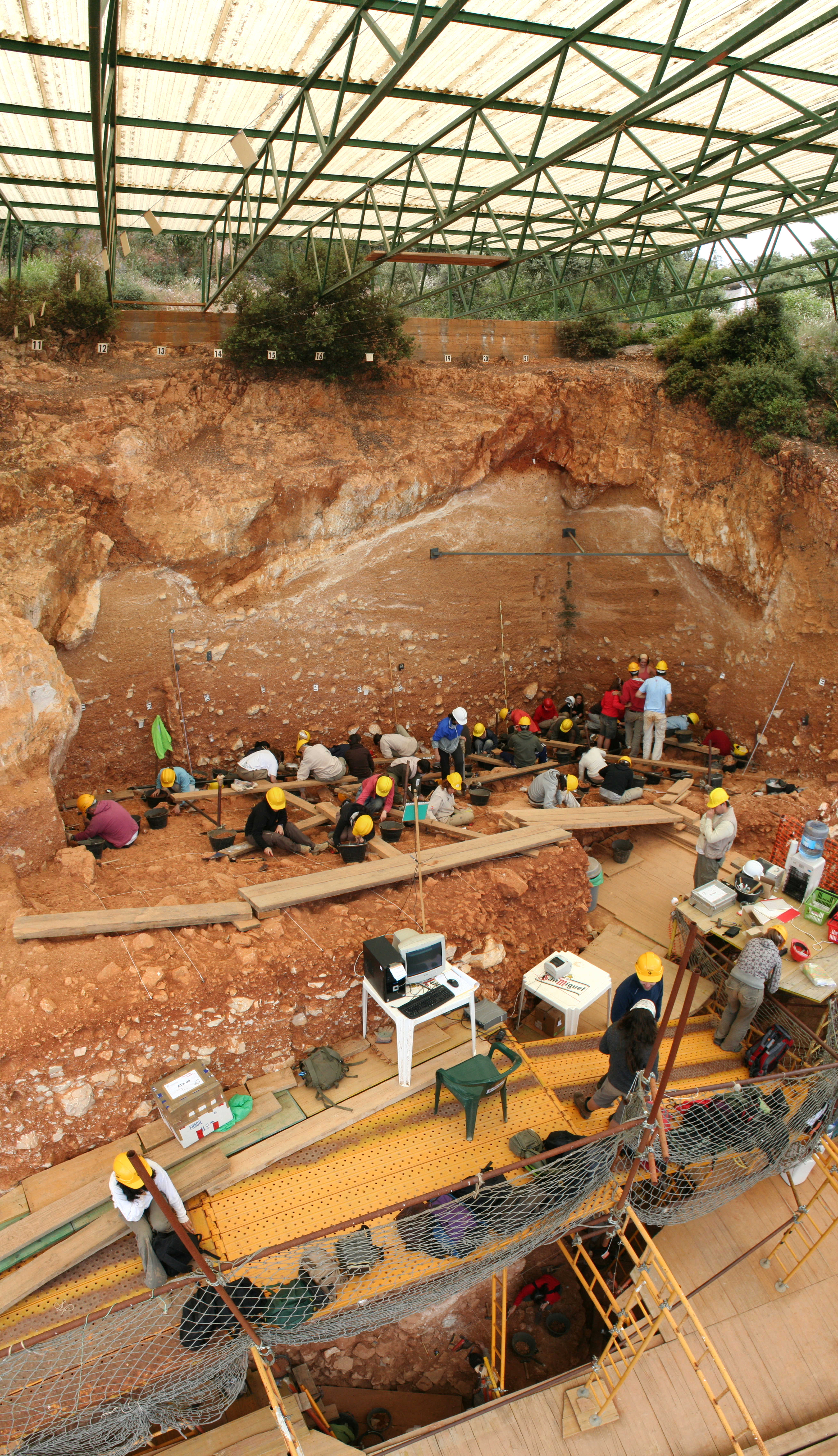
Ásatás egy újabb szinten a Homo heidelbergensis lelet szintje alatt Atapuerca közelében

Az Ibériai-félsziget régóta lakott, első lakói a korai hominidák voltak, mint például a Homo erectus, a Homo heidelbergensis és a Homo antecessor. A paleolitikumban a neandervölgyiek is beköltöztek a félszigetre, itt kerestek menedéket az előrenyomuló cro-magnoniaktól. Az i. e. 40. évezredben, a felső paleolitikum és az utolsó jégkorszak idején itt telepedtek le először Európában nagy létszámban a cro-magnoniak: nomád vadászó-gyűjtögető népcsoportok, akik Közép-Ázsia sztyeppéiről érkeztek, és az i. e. 30. évezredben, mikor az utolsó jégkorszak jégtakarója elérte legnagyobb kiterjedését, a mai Dél-Franciaország területén át érkeztek a félszigetre. Az ezt követő évezredekben a neandervölgyiek kihaltak, a cro-magnoniak kultúrája azonban virágzásnak indult; olyan őskori műalkotások jöttek létre, mint például a L’Arbreda barlangbeli és a Foz Côa-völgyi.
A mezolitikum idején, az i. e. 10. évezredtől kezdődően a jégkorszak enyhülni kezdett, és az Ibériai-félsziget lakói lassan újra belakták egész Nyugat-Európát.
A neolitikum idején, az i. e. 5. évezredtől kezdődően a félszigeten megjelent a földművelés és a megalitikus kultúrák kezdete. Ez egész Európában elterjedt, egyik legkorábbi központja a mai Portugália területén volt.
Az i. e. 1. évezredben, a bronzkorban megérkezett az indoeurópai nyelveken beszélő betelepülők első hulláma. Őket az i. e. 7–5. században keltákként azonosítható népek követték. Dél-Ibériában városiasodó kultúrák alakultak ki, melyekre hatással volt a föníciai és ógörög terjeszkedés. Ibéria kultúráját tehát északnyugat felől kontinentális, délkelet felől mediterrán hatások alakították.

## Fordítás
- Ez a szócikk részben vagy egészben  a   Hispania című angol Wikipédia-szócikk fordításán alapul.  Az eredeti cikk szerkesztőit annak laptörténete sorolja fel. Ez a jelzés csupán a megfogalmazás eredetét és a szerzői jogokat jelzi, nem szolgál a cikkben szereplő információk forrásmegjelöléseként.